# 김용준 (화학자)
김용준(1927년 ~ 2019년 8월 4일)은 대한민국의 화학자이다.

## 개요
1927년 목포에서 태어나 천안 대흥동에 자리잡은 광제의원을 운영한 집안의 장남으로 자랐다.
서울대 화학공학과를 졸업하고 미 텍사스 A&M대에서 박사 학위를 받았다. 1965년 고려대 화학공학과 교수로 임용됐다. 하지만 1975년과 1980년 두 차례 해직된 비판적 지식인이다. 1984년 고려대에 복직했다. 1981년부터 대우재단 자문위원으로, 1996년부터는 한국학술협의회 이사장으로 학술지원사업을 이끌었다. 
2019년08월04일 92세에 별세했다.

## 가계
- 여동생 김숙희 전 교육부 장관, 남동생 김용옥 한신대 석좌교수
- 아들 김인중 숭실대 명예교수, 김형중 전 서강대 평생교육원 부원장, 사위 여인묵 전 SK케미칼 상무, 며느리 남궁미경 연세대 원주의과대 교수가 있다.